# Antônio dos Santos
Pour les articles homonymes, voir Antonio et Dos Santos.
Antônio dos Santos, de son nom complet António Carlos dos Santos est un footballeur brésilien né le 3 octobre 1979.